# Heineberg (Landkreis Hameln-Pyrmont)
Das Naturschutzgebiet Heineberg ist ein 21 ha großes Naturschutzgebiet im niedersächsischen Landkreis Hameln-Pyrmont im Naturpark Weserbergland Schaumburg-Hameln.
Das Naturschutzgebiet liegt südöstlich vom Ortskern von Fischbeck, einem Stadtteil von Hessisch Oldendorf. Beim Niedersächsischen Landesbetrieb für Wasserwirtschaft, Küsten- und Naturschutz (NLWKN) ist es unter der Nummer NSG HA 020 registriert. Mit Verordnung vom 8. November 1949 wurde das Naturschutzgebiet Heineberg zum Naturschutzgebiet erklärt. Zuständig ist der Landkreis Hameln-Pyrmont als untere Naturschutzbehörde.
Beim Heineberg handelt es sich um einen ehemaligen Prallhang der Weser; durch sie wurde der Bereich erdgeschichtlich geprägt. Kennzeichnend für das Gebiet ist ein alter Eichenhangwald, der auf alte Siedlungsstrukturen hinweist. Auf der Kuppe liegen die Reste der Heineburg, bei der es sich um einen kleinen Adelssitz oder eine Fliehburg aus der Zeit des 10. bis 12. Jahrhunderts gehandelt haben könnte.